# Bayabusua
Bayabusua là một chi thực vật có hoa trong họ Cucurbitaceaevà được Willem Jan Jacobus Oswald de Wilde thiết lập năm 1999 trên cơ sở tách loài Alsomitra clarkei ra khỏi chi Alsomitra.

## Các loài
Chi Bayabusua hiện tại bao gồm 1 loài:
- Bayabusua clarkei (King) W.J.de Wilde, 1999: Bán đảo Mã Lai.